# New Vineyard
New Vineyard és una població dels Estats Units a l'estat de Maine (EUA). Segons el cens del 2000 tenia 725 habitants.

## Demografia
Segons el cens del 2000, New Vineyard tenia 725 habitants, 279 habitatges, i 198 famílies. La densitat de població era de 7,8 habitants/km².
Dels 279 habitatges en un 34,1% hi vivien nens de menys de 18 anys, en un 59,9% hi vivien parelles casades, en un 7,2% dones solteres, i en un 29% no eren unitats familiars. En el 21,5% dels habitatges hi vivien persones soles el 8,2% de les quals corresponia a persones de 65 anys o més que vivien soles. El nombre mitjà de persones vivint en cada habitatge era de 2,6 i el nombre mitjà de persones que vivien en cada família era de 3,07.
Per edats la població es repartia de la següent manera: un 28,4% tenia menys de 18 anys, un 7% entre 18 i 24, un 26,9% entre 25 i 44, un 27,2% de 45 a 60 i un 10,5% 65 anys o més.
L'edat mediana era de 39 anys. Per cada 100 dones de 18 o més anys hi havia 98,9 homes.
La renda mediana per habitatge era de 29.688 $ i la renda mediana per família de 33.646 $. Els homes tenien una renda mediana de 26.776 $ mentre que les dones 18.250 $. La renda per capita de la població era de 15.268 $. Entorn de l'11,4% de les famílies i el 14% de la població estaven per davall del llindar de pobresa.